# Lista över insjöar i Sverige med namn som slutar med -maren
Lista över insjöar i Sverige med artikel på Wikipedia med efterledet -maren. 
- Hjältemaren, sjö i Västerviks kommun och Småland 57°38′41″N 16°35′08″Ö / 57.64473°N 16.58556°Ö
- Hultemaren, sjö i Hultsfreds kommun och Småland 57°18′28″N 15°42′09″Ö / 57.30785°N 15.70251°Ö
- Hällemaren, sjö i Hultsfreds kommun och Småland 57°18′27″N 15°45′56″Ö / 57.30753°N 15.76556°Ö
- Maren (Gladhammars socken, Småland, 639336-154119), sjö i Västerviks kommun och Småland 57°39′51″N 16°29′06″Ö / 57.66417°N 16.48494°Ö
- Maren (Gladhammars socken, Småland, 640063-154240), sjö i Västerviks kommun och Småland 57°43′52″N 16°30′27″Ö / 57.73112°N 16.50751°Ö
- Maren (Misterhults socken, Småland), sjö i Oskarshamns kommun och Småland 57°33′13″N 16°28′58″Ö / 57.55355°N 16.48288°Ö
- Maren (Mörlunda socken, Småland), sjö i Hultsfreds kommun och Småland 57°17′15″N 15°49′34″Ö / 57.28751°N 15.82611°Ö
- Maren (Västrums socken, Småland), sjö i Västerviks kommun och Småland 57°41′34″N 16°37′17″Ö / 57.69290°N 16.62130°Ö
- Mellanmaren, sjö i Hultsfreds kommun och Småland 57°17′54″N 15°46′59″Ö / 57.29820°N 15.78316°Ö
- Maren, Östergötland, sjö i Söderköpings kommun och Östergötland 58°17′27″N 16°45′25″Ö / 58.29094°N 16.75708°Ö
- Bastumaren, sjö i Haninge kommun och Södermanland 59°01′50″N 18°22′30″Ö / 59.03049°N 18.37502°Ö
- Dyviksmaren, sjö i Tyresö kommun och Södermanland 59°11′45″N 18°24′19″Ö / 59.19595°N 18.40529°Ö
- Eklötsmaren, sjö i Nynäshamns kommun och Södermanland 58°54′16″N 17°46′34″Ö / 58.90449°N 17.77604°Ö
- Hyttamaren, sjö i Haninge kommun och Södermanland 59°01′08″N 18°11′10″Ö / 59.01901°N 18.18624°Ö
- Maren (Ornö socken, Södermanland), sjö i Haninge kommun och Södermanland 59°01′23″N 18°23′46″Ö / 59.02316°N 18.39607°Ö
- Maren (Ösmo socken, Södermanland, 653474-161601), sjö i Nynäshamns kommun och Södermanland 58°55′08″N 17°49′09″Ö / 58.91883°N 17.81904°Ö
- Maren (Ösmo socken, Södermanland, 654533-162652), sjö i Nynäshamns kommun och Södermanland 59°00′46″N 18°00′30″Ö / 59.01281°N 18.00839°Ö
- Blixtensmaren, sjö i Norrtälje kommun och Uppland 59°43′38″N 18°52′26″Ö / 59.72729°N 18.87400°Ö
- Halsömaren, sjö i Norrtälje kommun och Uppland 59°46′18″N 19°10′09″Ö / 59.77171°N 19.16913°Ö
- Kolmaren, sjö i Norrtälje kommun och Uppland 59°42′37″N 18°51′35″Ö / 59.71038°N 18.85965°Ö
- Lilla Nyckelmaren, sjö i Norrtälje kommun och Uppland 59°43′33″N 18°50′07″Ö / 59.72594°N 18.83528°Ö
- Limmaren, sjö i Norrtälje kommun och Uppland 59°43′33″N 18°43′39″Ö / 59.72578°N 18.72748°Ö
- Lommaren, sjö i Norrtälje kommun och Uppland 59°45′16″N 18°37′35″Ö / 59.75448°N 18.62639°Ö
- Lunddalsmaren, sjö i Norrtälje kommun och Uppland 59°43′31″N 18°52′15″Ö / 59.72521°N 18.87078°Ö
- Maren (Djurö socken, Uppland), sjö i Värmdö kommun och Uppland 59°19′34″N 18°52′23″Ö / 59.32606°N 18.87306°Ö
- Maren (Ljusterö socken, Uppland), sjö i Österåkers kommun och Uppland 59°28′36″N 18°45′15″Ö / 59.47656°N 18.75412°Ö
- Nedre Maren, sjö i Värmdö kommun och Uppland 59°27′14″N 18°54′15″Ö / 59.45378°N 18.90421°Ö
- Nybymaren, sjö i Norrtälje kommun och Uppland 59°43′05″N 18°57′03″Ö / 59.71810°N 18.95087°Ö
- Rådmamaren, sjö i Norrtälje kommun och Uppland 59°45′17″N 18°57′57″Ö / 59.75484°N 18.96572°Ö
- Stora Nyckelmaren, sjö i Norrtälje kommun och Uppland 59°43′18″N 18°50′17″Ö / 59.72174°N 18.83810°Ö
- Stormaren, sjö i Norrtälje kommun och Uppland 59°46′45″N 19°10′28″Ö / 59.77921°N 19.17434°Ö
- Svartsömaren, sjö i Värmdö kommun och Uppland 59°27′20″N 18°41′15″Ö / 59.45568°N 18.68755°Ö
- Tillsmaren, sjö i Norrtälje kommun och Uppland 59°43′41″N 18°58′52″Ö / 59.72816°N 18.98099°Ö
- Yxlömaren, sjö i Norrtälje kommun och Uppland 59°37′28″N 18°52′21″Ö / 59.62457°N 18.87242°Ö
- Ösmaren, sjö i Norrtälje kommun och Uppland 59°51′49″N 18°47′25″Ö / 59.86368°N 18.79029°Ö
- Östermaren (Rådmansö socken, Uppland), sjö i Norrtälje kommun och Uppland 59°45′19″N 18°58′53″Ö / 59.75527°N 18.98142°Ö
- Östermaren (Värmdö socken, Uppland), sjö i Värmdö kommun och Uppland 59°27′32″N 18°42′41″Ö / 59.45875°N 18.71127°Ö
- Övre Maren, sjö i Värmdö kommun och Uppland 59°27′23″N 18°54′32″Ö / 59.45627°N 18.90885°Ö
- Östramaren, sjö i Gävle kommun och Gästrikland 60°47′22″N 17°19′18″Ö / 60.78940°N 17.32157°Ö
- Maren, Hälsingland, sjö i Hudiksvalls kommun och Hälsingland 61°29′14″N 17°08′57″Ö / 61.48728°N 17.14906°Ö
- Skatmaren, sjö i Hudiksvalls kommun och Hälsingland 61°50′20″N 17°20′15″Ö / 61.83892°N 17.33739°Ö
- Stenmaren, sjö i Söderhamns kommun och Hälsingland 61°03′59″N 17°10′28″Ö / 61.06636°N 17.17455°Ö